# Elisa Casanova
Elisa Casanova (Genua, 26 november 1973) is een Italiaans waterpolospeelster.
Elisa Casanova nam als waterpoloster deel aan de Olympische Spelen in 2008. In de competitie speelt Casanova voor Giotti Fiorentina Firenze en Fiorentina Waterpolo. Ze is linkshandig. Naast haar sportcarrière heeft Casanova economie gestudeerd aan de universiteit van Genua.
Voor het Nederlandse televisieprogramma Holland Sport is Elisa Casanova beschermheilige. Presentator Wilfried de Jong roept Casanova aan het begin van iedere uitzending aan.
Federica Rocco · 
Chiara Brancati · 
Silvia Bosurgi · 
Teresa Frassinetti · 
Martina Miceli · 
Maddalena Musumeci · 
Francesca Pavan · 
Cinzia Ragusa · 
Tania di Mario · 
Elisa Casanova · 
Elena Gigli · 
Emanuela Zanchi · 
Erzsebet Valkai · 
Mauro Maugeri (bondscoach)